# جاي جاي كوفال
جاي جاي كوفال (بالإنجليزية: J. J. Koval)‏ هو لاعب كرة قدم أمريكي في مركز الوسط، ولد في 19 مايو 1992 في ويستلاك فيلاج في الولايات المتحدة. لعب مع سان خوسيه إيرثكويكس ونادي ساكارامينتو ريببلك.

## وصلات خارجية
- جاي جاي كوفال على موقع الدوري الأمريكي (الإنجليزية)
- جاي جاي كوفال على موقع عالم كرة القدم.نت (الإنجليزية)
- جاي جاي كوفال على موقع AS.com (الإسبانية)